# Інтерактивна міграційна карта Росії
Інтерактивна міграційна карта Росії — центральний банк даних, комп'ютерна програма що об'єднує, акумулює, аналізує та візуалізує інформацію отриману зі всіх відділень Федеральної міграційної служби (ФМС) Російської Федерації, прикордонних служб, із Міністерства внутрішніх справ РФ; система котру практично можна назвати переписом іноземних громадян Росії.
Центральна база почала формуватись в 2004 році. Презентація карти 14 червня 2011 року. На момент презентації програми ФМС не має домовленостей зі сусідніми країнами про обмін даними. Вартість ядра програми складає трохи менше 1 мільйона доларів США. Для обрахунку та хостингу використовується певна кількість серверів що належать ФМС.

## Можливості та обмеження
По запиту програма може надати, в режимі реального часу, наступну інформацію про іноземного громадянина:
- знаходження та історію переміщень, країну виїзду з врахуванням громадянства;
- чим офіційно зайнята людина;
- чи зафіксовані за нею правопорушення.

Співставлення даних вичислює кількість нелегалів, нелегально працюючих, і що важливо вирішує питання державної безпеки та дає розуміння наскільки економіка Росії залежна від мігрантів. Можливо дізнатись основні міграційні шляхи, туристичну привабливість регіонів, про співвідношення іноземних громадян певних країн в певних регіонах Росії, а також про співвідношення місцевих до приїжджих.
Інформація про перетин кордону іноземним громадянином в тому чи іншому напрямку потрапляє до програми через одну добу, тобто програма не може в реальному часі відстежити осіб що на одну добу приїхали та виїхали з території Росії. Загалом весь масив даних оновлюється раз на добу.
В програмі передбачена система ототожнення що збільшує ймовірність ідентифікації особистості якщо дані міграційної карти були зумисне змінені або містили помилки під час заповнення чи на етапі відправлення до центрального банку даних.

## Режим доступу до карти
Доступ до інтерактивної карти не є загально відкритим, програма розрахована для роботи правоохоронних та інших державних служб. Повний допуск можна отримати по персональному дозволу голови ФМС. Є домовленість з Вищою школою економіки по передачі навчальному закладу статистичних показників для аналітичних робіт по демографії. Директор ФМС Костянтин Ромодановський запевнив дані не будуть засекречуватись, служба зацікавлена в розвінчані міфів. Наприклад, про загрозу масового китайського переселення, чітко видно за один рік в'їхало близько 400 тис. громадян Китаю і майже стільки же виїхало, це в основному високо-кваліфіковані працівники, а залишаються на постійне проживання одиниці. Інтерактивна карта може видавати зрізи по кількості правопорушень іноземцями з точністю до району міста, і статистика одразу знімає підозри громадськості що схильна кримінальну ситуацію списувати на рахунок іммігрантів.